# ماري سادلر
ماري سادلر (بالإنجليزية: Mary Sadler)‏ (2 مايو 1941)؛ روائية جنوب أفريقية.